# Río Huatanay
Der Río Huatanay, im Oberlauf Río Huancaro, ist ein 46,5 km langer linker Nebenfluss des Río Vilcanota (Oberlauf des Río Urubamba) in den Provinzen Cusco und Quispicanchi der Region Cusco im Andenhochland von Südost-Peru.

## Flusslauf
Der Río Huatanay entspringt als Río Huancaro 9 km südlich der Regionshauptstadt Cusco südöstlich der Ortschaft Occopata auf einer Höhe von etwa 4050 m. Er fließt anfangs 6 km in Richtung Nordnordwest, anschließend in Richtung Nordnordost. Bei Flusskilometer 37 erreicht der Fluss das Hochtal von Cusco. Ab Flusskilometer 35 wendet sich der Fluss nach Osten, später in Richtung Ostsüdost. Im Ballungsraum von Cusco ist der Fluss weitgehend kanalisiert. Er fließt südlich am Flughafen von Cusco vorbei. Die Nationalstraße 3S folgt dem Flusslauf. Auf den letzten 4 Kilometern wendet sich der Río Huatanay in Richtung Nordnordost, bevor er schließlich bei Huambutio auf einer Höhe von etwa 3055 m in den Río Vilcanota mündet. Unterhalb der Einmündung heißt der Fluss Río Urubamba.

## Einzugsgebiet
Der Río Huatanay entwässert ein Areal von 502 km². Im Einzugsgebiet des Río Huatanay leben etwa 450.000 Menschen. Es grenzt im Süden an das des Río Apurímac, im Westen an das des Río Huarocondo sowie im Norden und im Osten an das des Río Urubamba bzw. Río Vilcanota.